# Oheka II
Oheka II était un yacht à moteur privé construit pour le banquier allemand Otto Hermann Kahn par les chantiers navals Lürssen en 1927.
Capable d'une vitesse de pointe de 34 nœuds, il devient le modèle de base pour les Schnellboote pour la Kriegsmarine au cours de la Seconde Guerre mondiale
« Oheka » est une anagramme de lettres du nom complet d’Otto Hermann Kahn, adopté également pour sa propriété de Long Island.

## Oheka II
Né en 1867 à Mannheim, Otto Hermann Kahn était un banquier d'investissement, collectionneur, mécène et protecteur des arts.
Kahn prend contact avec le constructeur allemand Lürssen en 1926 pour construire un yacht à moteur à grande vitesse pouvant être utilisé à la fois sur le Rhin et dans la mer du Nord.
Les constructeurs allemands de bateaux à l'époque avaient l'habitude de construire des « limousines », tels les bateaux de croisière du Rhin, dont la carène arrondie permettait une navigation souple. Cependant, le problème est qu'ils ont un plus grand tirant d'eau, et une augmentation résultante de la traînée hydrodynamique, réduisant la vitesse. Alors que sur une rivière, ce n'était pas une préoccupation, il leur faut plus de puissance pour se lancer à grande vitesse.
Le premier choix de Lürssen pour le yacht de Kahn était une coque à fond rond, créant une navigation souple. Mais pour réduire la traînée hydrodynamique, ils ont réduit le poids de la coque en fabriquant un bordé composite en planches de bois sur une armature en alliage métallique. De plus, pour contrer la tendance inefficace des coques rondes à « pomper » dans l'eau à des vitesses élevées, ils l'ont compensée par deux mesures :
- une forme de coque aplatie vers l'arrière, offrant une portance hydrodynamique où elle est nécessaire ;
- un positionnement des moteurs vers l'avant, pour contrebalancer l'enfoncement de la proue.

Le résultat était une coque de 22,5 mètres de long et 22 tonnes de déplacement, et qui était plus large à l'avant qu'à l'arrière, créant une forme hydrodynamique presque parfaite à haute vitesse. Après avoir perfectionné la coque, Lürssen a équipé le bateau avec trois moteurs Maybach VL2 V12 de 500 chevaux chacun, qui étaient également utilisés pour propulser les Zeppelins.
Pendant les essais de vitesse, le nouveau yacht de Lürssen atteignait régulièrement la vitesse maximale de 34 nœuds, ce qui en faisait le bateau plus rapide de sa catégorie dans le monde.

## Schnellboot
En novembre 1929, Lürssen obtient un contrat pour construire un bateau de même conception de base qu’Oheka II, mais tout en métal avec deux tubes lance-torpilles sur le gaillard d'avant, et une vitesse de pointe légèrement améliorée. Il est devenu le S-1, le premier Schnellboot de la Kriegsmarine et le modèle de tous les autres S-Boote construits au cours de la Seconde Guerre mondiale.

## Sources
- (en) Cet article est partiellement ou en totalité issu de l’article de Wikipédia en anglais intitulé « Oheka II » (voir la liste des auteurs).